# Мишел Родригес
Майте Мишел Родригес (на испански: Mayte Michelle Rodriguez) е американска актриса, родена на 12 юли 1978 г. в Бекстър Каунти, Тексас. Известна е с участието си в блокбъстърите „Бързи и яростни“, „Бърз и яростен“, „Заразно зло“, „Аватар“, както и с ролята си в телевизионния сериал „Изгубени“.

## Ранен живот
Майте Мишел Родригес е родена на 12 юли 1978 г. в Тексас, САЩ. Дъщеря е на доминиканка и пуерториканец. Има двама по-големи братя близнаци. По време на детството се мести първо в Доминиканската република, след това в Пуерто Рико, а на 11 г. в Ню Джърси.

## Кариера
Първата си роля Родригес получава през 2000 г. във филма „Боксьорката“. Налага ѝ се да тренира 5 месеца и да се конкурира с още 350 момичета за ролята, но все пак е избрана. След това Мишел изиграва ролята на Лети във филма „Бързи и яростни“ заедно с Вин Дизел. Следват филмте: „Заразно зло“, „Специален отряд“, „Изгубени“, „Битка в Сиатъл“, „Бърз и яростен“, "Бързи и яростни 6, „Аватар“.
Родригес също се изявява и като писател и продуцент.

## Личен живот
През 2001 г., след премиерата на „Бързи и яростни“ става ясно, че Мишел Родригес има връзка с актьора Вин Дизел. През 2003 г. e заснета да се целува с тогавашния приятел на певицата Кайли Миноуг – Оливие Мартинес. През 2006 г. има връзка с Колин Фарел. През 2007 г. отново е засечена с Оливие Мартинес този път в ресторант в Лос Анджелис. През 2014 г. Мишел обявява публично интимната си връзка с манекенката и актриса Кара Делевин. По-късно се разделя с нея и има връзка със Зак Ефрон.

## Частична филмография
- 2001 – „Бързи и яростни“ (The Fast and the Furious)
- 2002 – „Синьо увлечение“ (Blue Crush)
- 2002 – „Заразно зло“ (Resident Evil)
- 2003 – „S.W.A.T.: Специален отряд“ (S.W.A.T.)
- 2004 – „Контрол“ (Control)
- 2007 – „Битка в Сиатъл“ (Battle in Seattle)
- 2009 – „Аватар“ (Avatar)
- 2009 – „Бърз и яростен“ (Fast & Furious)
- 2009 – Los Bandoleros
- 2010 – „Мачете“ (Machete)
- 2011 – „Битка Лос Анджелис: Световна инвазия“ (Battle: Los Angeles)
- 2012 – „Заразно зло: Възмездие“ (Resident Evil: Retribution)
- 2013 – „Бързи и яростни 6“ (Fast and Furious 6)
- 2013 – „Мачете убива“ (Machete Kills)
- 2013 – „Турбо“ (Turbo)
- 2015 – „Бързи и яростни 7“ (Furious 7)
- 2017 – „Смърфовете: Забравеното селце“ (Smurfs: The Lost Village)
- 2017 – „Бързи и яростни 8“ (The Fate of the Furious)
- 2018 – „Вдовици“ (Widows)
- 2021 – „Бързи и яростни 9“ (F9)